# 322

## Esdeveniments
- Imperi Romà: L'emperador Constantí I el Gran publica un edicte sentant les bases del que serà la condició de servitud que durarà fins més enllà de l'edat mitjana.
- Tecnologia: Primera representació d'un genet cavalcant amb estreps, trobada en una tomba de la dinastia Jin, a la Xina.[1]
- Un terratrèmol destrueix Kètion, l'antiga ciutat xipriota, contribuint al trasllat de la població uns quilòmetres al sud, origen de l'actual ciutat de Làrnaca.

## Naixements
- Jin Kangdi, emperador de la dinastia Jin (mort el 344)

## Necrològiques
- Yang Xianrong, l'unica emperadriu xinesa que ho fou amb dos emperadors i en dos imperis diferents (amb l'emperador Hui de la dinastia Jin i amb Liu Yao, emperador de Han Zhao)
- Raba bar Rav Huna, talmudista jueu que visqué a Babilònia, amora de la tercera generació
- Filogoni, bisbe d'Antioquia de l'Orontes[2]